# Palpimanus meruensis
Palpimanus meruensis là một loài nhện trong họ Palpimanidae. Loài này được phát hiện ở Tanzania.